# Anti-lock Brake System-Power Brake System
ABS-PBS staat voor: Anti-lock Brake System-Power Brake System. 
Dit is een remsysteem van de Peugeot-scooters dat bestaat uit een Antiblokkeersysteem op het voorwiel gecombineerd met een integraal remsysteem en remdrukbekrachtiging.
Dit zorgt voor een zeer gebruiksvriendelijk remsysteem: Het antiblokkeersysteem voorkomt het blokkeren van de wielen, het integraal remsysteem zorgt voor een goede verdeling van de remkracht over voor- en achterwiel en de remdrukbekrachtiging zorgt voor voldoende remkracht.